# Carlos de Sigüenza y Góngora
Carlos de Sigüenza y Góngora (ur. 14 sierpnia 1645 w Meksyku, zm. 22 sierpnia 1700) – meksykański historyk, matematyk, kartograf, astronom, kolekcjoner azteckich kodeksów.

## Życiorys
Urodzony 14 sierpnia 1645 r. w Meksyku. Siostrzeniec Luisa de Góngory. Pierwszą edukację zdobywał w rodzinnym domu pod okiem ojca, który zanim przybył do Meksyku był nauczycielem królewskiej rodziny w Hiszpanii. Studiował matematykę i astronomię. W 1662 roku wstąpił do kolegium jezuitów w Tepotzotlán, a następnie przeniósł się do Puebla, by tam kontynuować studia w Kolegium Ducha Świętego. Z jezuitami był związany jako świecki kleryk, ale został usunięty ze zgromadzenia za naruszenie jego dyscypliny w 1667 roku.
Po usunięciu z zakonu wrócił do miasta Meksyk, by studiować na uniwersytecie, który nosił nazwę uniwersytetu królewskiego i papieskiego, przez co był wówczas ściśle powiązany z Kościołem katolickim. W 1672 roku objął posadę profesora matematyki na Uniwersytecie Meksykańskim, wygrywając konkurs na to stanowisko, i sprawował je przez 20 lat. Jako wykładowca uczelni zajmował się nie tylko matematyką, ale także astronomią i kosmografią. Ok. 1673 r. został księdzem. W 1680 r. został mianowany królewskim kosmografem, w tym samym roku powierzono mu także konstrukcję łuku triumfalnego wznoszonego na powitanie nowego wicekróla. Od 1682 r. do śmierci był kapelanem Szpitala Miłości Bożej, który zajmował się opieką nad chorymi na syfilis.
Jako geograf był zaangażowany w liczne wyprawy badawcze i kolonizacyjne, podczas których opracowywał nowe mapy badanych obszarów. Jest autorem pierwszej mapy Nowej Hiszpanii sporządzonej przez osobę tam urodzoną, a także twórcą map Doliny Meksyku i Pensacola Bay na Florydzie. Już jako emerytowany profesor uniwersytetu został w 1693 roku wysłany przez wicekróla Gaspara de Sandovala na dwumiesięczną wyprawę naukową admirała Andresa de Pez, mającą na celu zbadanie Zatoki Meksykańskiej.
Dzięki znajomości z Juanem de Alva, synem Fernando de Alva Cortesa Ixtlilxotchitla, odziedziczył bogate zbiory azteckich manuskryptów i rycin pochodzących z Texcoco. Od 1688 Góngora rozpoczął badania nad historią Azteków i rozszyfrowaniem tolteckiego pisma. Na podstawie tych badań ustalił, że przez Toltekami istniała wcześniej inna cywilizacja, którą nazwał Olmekami, i której przypisał pochodzenie z Atlantydy oraz autorstwo piramid w Teotihuacán. Uczestniczył w wyprawach naukowych i zajmował się także badaniami w terenie, m.in. wykopał w Piramidzie Księżyca w Teotihuacán szyb, aby sprawdzić, czy jest górą naturalną czy sztuczną.
W swoich pracach pisał na temat poezji, astronomii, matematyki, historii i geografii, jednak większość jego książek nie przetrwało do czasów współczesnych. Uważany wraz z Sor Juaną Inés de la Cruz za jednego z największych pisarzy meksykańskich XVII wieku.
Zmarł w Meksyku 22 sierpnia 1700 roku i został pochowany w kościele św. Piotra i św. Pawła w mieście Meksyk, a swoją bibliotekę zapisał jezuitom. Jego zbiory zostały częściowo zniszczone przez inkwizycję, a częściowo zaginęły. Informacje nt. antycznej cywilizacji indiańskiej znane są z pism Gemelliego Careri, z którym utrzymywał korespondencję.

## Publikacje
- Primavera Indiana (1662)[2]
- Las Glorias de Queretaro, wiersz (1668)
- Libra Astronomica y Filosófica (1691)[2]
- Manifiesto filosofico contra los Cometas (1681)
- Los infortunios de Alonso Ramirez[2], dzieło opisujące przygody człowieka, który został schwytany przez piratów na Filipinach, od których następnie uciekł łodzią i dopłyną do wybrzeża Jukatanu (1690)
- Relacion histdrica de los sucesos de la Armada de Barlovento en la isla de Santo Domingo con la quelna del Guarico (1691)
- Mercurio Volante (1693)[2]
- Descripcion de la bahia de Santa Maria de Galve, alias Panzacola, de la Mobila y del Rio Missisipi (1694)
- Elegio funebre de Sor Juana Ines de la Cruz (1695)[2]

Rękopisy:
- del Historia Imperio de Chichimecas los
- Genealogia de los Reyes Mexicanos
- Un Fragmento de la antigua Historia de los Indie (z ilustracjami)
- Calendario de fiestas y meses los de Mexicanos los
- Cidografia Mexi – cana
- Anotaciones criticas a las obras de Bernal Diaz del Castillo y P. Torquemada
- Historia de la Provincia de Tejas